# Cardeñadijo
Cardeñadijo ist ein Ort und eine Gemeinde (municipio) mit 1.430 Einwohnern (Stand: 2024) im Zentrum der Provinz Burgos in der Autonomen Gemeinschaft Kastilien und León. 

## Lage und Klima
Die Gemeinde Cardeñadijo liegt etwa sechs Kilometer südsüdöstlich der Provinzhauptstadt Burgos in einer Höhe von ca. 920 m. Durch die Gemeinde führt der Río Cardeñadijo. Die Santander-Mittelmeerbahn hält hier.
Das Klima ist gemäßigt bis warm; Regen (ca. 566 mm/Jahr) fällt übers Jahr verteilt.

## Bevölkerungsentwicklung
| 1900 | 1910 | 1920 | 1930 | 1940 | 1950 | 1960 | 1970 | 1981 | 1991 | 2001 | 2011 | 2017 |
| ---- | ---- | ---- | ---- | ---- | ---- | ---- | ---- | ---- | ---- | ---- | ---- | ---- |
| 556  | 570  | 511  | 605  | 659  | 649  | 642  | 530  | 378  | 338  | 601  | 1159 | 1307 |

## Wirtschaft
Die Region ist seit Jahrhunderten von der Landwirtschaft. Bekannt ist die Gegend für die Produktion von Wurst und Brot.

## Sehenswürdigkeiten
- Martinskirche in Cardeñadijo

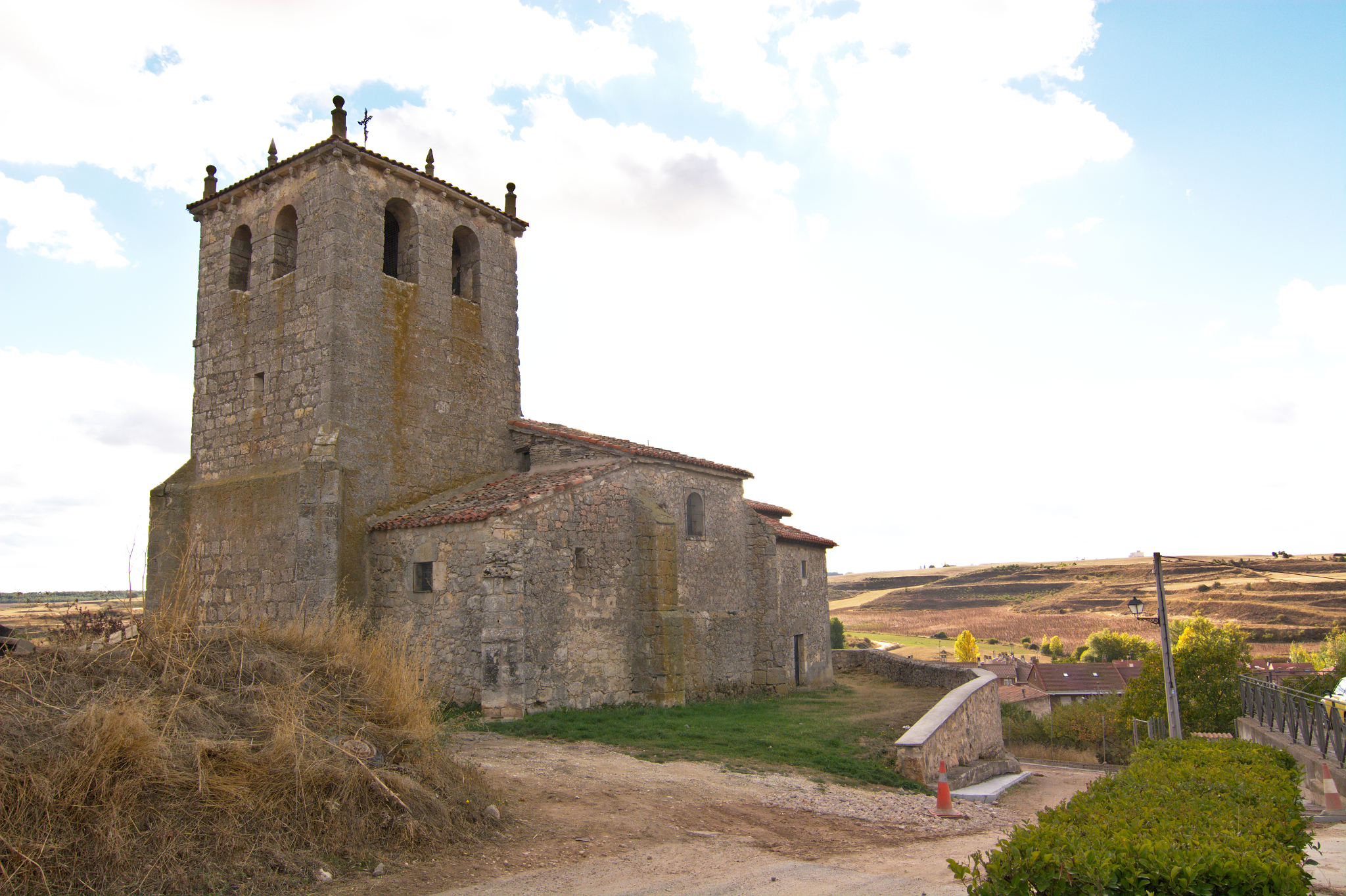
Martinskirche